# 10-я моторизованная дивизия (вермахт)
10-я моторизованная дивизия (нем. 10. Infanterie-Division (mot.)) — тактическое соединение сухопутных войск вооружённых сил нацистской Германии. Она была сформирована в 1934 г. как стандартная пехотная дивизия и принадлежала к первой волне мобилизации. Она приняла участие в оккупации Австрии, польской кампании 1939 г. и французской кампании 1940 г. В ноябре 1940 г. дивизия стала моторизованной. В 1941—1943 гг. действовала на центральном участке Восточного фронта. В июне 1943 г. переформирована в «танково-гренадерскую» (10. Panzergrenadier-Division) и в таком качестве уничтожена советскими войсками в августе 1944 г. в ходе Ясско-Кишинёвской операции. Осенью 1944 г. вновь сформирована, уничтожена в январе 1945 г. в ходе Висло-Одерской операции. В феврале восстановлена в третий раз, капитулировала в мае вместе с 1-й танковой армией.

## Формирование
Дивизия была сформирована в октябре 1934 г. в Регенсбурге на основе 20-го Баварского пехотного полка 7-й пехотной дивизии рейхсвера. Первоначально в целях дезинформации штаб дивизии носил название «военное управление Регенсбурга», затем «комендант Регенсбурга». Когда в октябре 1935 г. официально было объявлено о создании вермахта, дивизия стала именоваться 10-й пехотной и была подчинена командованию 7-го корпусного округа. После создания 1 октября 1937 г. 13-го корпусного округа была переподчинена ему. В состав дивизии вошли 20-й, 41-й и 85-й пехотные полки.

## Боевой путь
10-я пехотная дивизия приняла участие в аннексии Австрии в 1938 г., действуя в составе своего 13-го армейского корпуса 8-й армии. Во время подготовки к боевым действиям против Чехословакии во время Судетского кризиса 1938 г. дивизия в составе того же корпуса вошла в состав 10-й армии, развернутой в северной части Баварии.
Накануне вторжения в Польшу в 1939 году дивизия была мобилизована в первой волне (август 1939 года) и в составе 13-го армейского корпуса 8-й армии группы армий «Юг» участвовала в разгроме польских армий «Лодзь» и «Познань». Затем дивизия находилась в резерве главного командования в Марбурге. В ходе французской кампании 1940 года дивизия действовала в составе 17-го армейского корпуса, подчинённого командованию 12-й армии из состава группы армий «А». Затем дивизия несла оккупационную службу во Франции, а в октябре 1940 года была переведена на родину, где началось переформирование в 10-ю моторизованную дивизию (10.Infanterie-Division (mot.)), завершённое к 1 мая 1941 года, причем 85-й пехотный полк был передан 5-й горнопехотной дивизии.
В июне 1941 года 10-я моторизованная дивизия была передислоцирована в район Лукув. Во время вторжения в Советский Союз дивизия действовала в составе 2-й танковой и 4-й армий группы армий «Центр» на брестском и далее на московском направлениях. В ноябре и декабре 1941 года дивизия вела бои в районе Тулы.
В июне 1943 года дивизия переименована в 10-ю танково-гренадерскую дивизию (10. Panzergrenadier-Division). С сентября передана группе армий «Юг» (с апреля 1944 года Группа армий «Южная Украина»), в составе которой была в августе 1944 года уничтожена советскими войсками в ходе Ясско-Кишинёвской операции.
В октябре 1944 года из остатков дивизии началось её восстановление в качестве боевой группы. В январе 1945 года боевая группа дивизии была уничтожена в ходе Висло-Одерской операции.
В феврале восстановлена, действовала в Чехии и Моравии в составе группы армий «Центр», вместе с которой капитулировала в мае 1945 года.

## Организация
| - 20-й пехотный полк (Infanterie-Regiment 20) - 41-й пехотный полк (Infanterie-Regiment 41) - 85-й пехотный полк (Infanterie-Regiment 85), с 5 октября 1940 год в 5-й горнопехотной дивизии - 10-й артиллерийский полк (Artillerie-Regiment 10) - до 5 октября 1940 года 1-й дивизион 46-го артиллерийского полка (Artillerie-Regiment 46) - 10-й дивизион ПТО (Panzer-Abwehr-Abteilung 10) - 10-й разведывательный батальон (Aufklärungs-Abteilung 10) - до декабря 1939 года 10-й батальон АИР (Beobachtungs-Abteilung 10) - 10-й батальон связи (Nachrichten-Abteilung 10) - 10-й сапёрный батальон (Pionier-Bataillon 10) - 10-й запасной батальон (Feldersatz-Bataillon 10) - командир снабжения 10-й пехотной дивизии (Infanterie-Divisions-Nachschubführer 10) | - 20-й моторизованный полк - 41-й моторизованный полк - 10-й артиллерийский полк - 40-й мотоциклетный батальон - 10-й разведывательный батальон - 10-й противотанковый артиллерийский дивизион - 10-й сапёрный батальон - 10-й батальон связи - 10-й запасной батальон |

| - 20-й моторизованный полк - 41-й моторизованный полк - 10-й артиллерийский полк - 110-й разведывательный батальон - 10-й противотанковый артиллерийский дивизион - 10-й сапёрный батальон - 10-й батальон связи - 10-й запасной батальон | - 20-й моторизованный полк (Infanterie-Regiment (mot.) 20) - 41-й моторизованный полк (Infanterie-Regiment (mot.) 41) - 10-й артиллерийский полк (Artillerie-Regiment (mot.) 10) - 40-й мотоциклетный батальон (Kradschützen-Bataillon 40) - 10-й противотанковый дивизион - 10-й сапёрный батальон (Pionier-Bataillon (mot.) 10) - 10-й батальон связи (Nachrichten-Abteilung (mot.) 10) - 10-й запасной батальон (Feldersatz-Bataillon 10) |

| - 20-й моторизованный полк - 41-й моторизованный полк - 10-й артиллерийский полк - 7-й танковый батальон - 110-й разведывательный батальон - 10-й противотанковый артиллерийский дивизион - 10-й сапёрный батальон - 10-й батальон связи - 10-й запасной батальон | - 20-й механизированный полк (Panzergrenadier-Regiment 20) - 41-й механизированный полк (Panzergrenadier-Regiment 41) - 10-й артиллерийский полк (Panzer-Aufklärungs-Abteilung 110) - 7-й танковый батальон (Panzer-Abteilung 7) - 110-й разведывательный батальон (Panzer-Aufklärungs-Abteilung 110) - 10-й противотанковый дивизион (Panzer-Jäger-Abteilung 10) - 10-й сапёрный батальон - 10-й батальон связи - 10-й запасной батальон (Feldersatz-Bataillon 10) - войска снабжения 10-й механизированной дивизии |

## Командующие
- Генерал-лейтенант Конрад фон Кохенхаузен, на 1 сентября 1939 г.
- Генерал-лейтенант Фридрих-Вильгельм фон Лёпер, с 5 октября 1940 г.
- Генерал-майор Ганс фон Траут с 15 апреля 1942 г.
- Генерал-майор Август Шмидт, с 25 апреля 1942 г.
- Генерал-лейтенант Ганс Микош, со 2 октября 1943 г.
- Генерал-майор Август Шмидт, с 23 октября 1943 г.
- Генерал-майор Вальтер Герольд, с сентября 1944 г.
- Полковник Александр Фиаль, с 28 ноября 1944 г.
- Генерал-майор Карл-Рихард Коссман, с января 1945 г.

## Награждённые Рыцарским крестом Железного креста

### Рыцарский Крест Железного креста (24)
- Август Шмидт, 27.10.1939 — полковник, командир 20-го пехотного полка
- Вольфганг Земмер, 24.06.1940 — лейтенант, командир 5-й роты 85-го пехотного полка
- Фриц Штегер, 15.08.1940 — лейтенант резерва, командир взвода 20-го моторизованного полка
- Франц Треффер, 23.08.1941 — обер-лейтенант резерва, командир 5-й роты 20-го моторизованного полка
- Фриц Акстманн, 25.08.1941 — обер-фельдфебель, командир отделения управления 7-й роты 20-го моторизованного полка
- Манфред Шварц, 25.08.1941 — лейтенант резерва, командир 1-й роты 10-го противотанкового артиллерийского дивизиона
- Иоганн Юнгкунст, 30.08.1941 — фельдфебель, командир взвода 11-й роты 41-го моторизованного полка
- Фридрих-Вильгельм фон Лёпер, 29.09.1941 — генерал-лейтенант, командир 10-й моторизованной дивизии
- Вальтер Херольд, 13.10.1941 — оберстлейтенант, командир 10-го артиллерийского моторизованного полка
- Хуго Шиммель, 23.01.1942 — капитан, командир 3-го батальона 41-го моторизованного полка
- Гюнтер Эрт, 03.05.1942 — капитан, командир 1-го батальона 41-го моторизованного полка
- Франц-Ксавер Бетц, 30.08.1942 — унтер-офицер, командир отделения 7-й роты 41-го моторизованного полка
- Христиан Кёниг, 05.01.1943 — капитан, командир 2-го батальона 41-го моторизованного полка
- Себастиан Шуллер, 31.07.1943 — унтер-офицер, командир орудия 1-й роты 10-го противотанкового артиллерийского дивизиона
- Герхард Вебер, 26.10.1943 — полковник, командир 41-го моторизованного полка
- Ганс Купка, 14.11.1943 — лейтенант, командир роты 20-го моторизованного полка
- Вальтер Хайм, 05.12.1943 — капитан, командир 10-го противотанкового артиллерийского дивизиона
- Карл Козар, 07.02.1944 — лейтенант резерва, командир взвода 2-й роты 7-го танкового батальона
- Герман Хадерекер, 04.05.1944 — майор, командир 20-го моторизованного полка
- Готтфрид Боймлер, 14.05.1944 — унтер-офицер, командир взвода 11-й роты 41-го моторизованного полка
- Андреас Каштль, 14.05.1944 — фельдфебель, командир взвода 11-й роты 20-го моторизованного полка
- Георг Полльнер, 03.11.1944 — обер-фельдфебель, командир взвода 3-й роты 110-го разведывательного батальона
- Юстин Хёниг, 18.02.1945 — фельдфебель, командир взвода 3-й роты 41-го моторизованного полка
- Христиан Лорей, 11.03.1945 — ефрейтор, связной отделения управления 3-й роты 41-го моторизованного полка[3]

### Рыцарский Крест Железного креста с Дубовыми листьями (2)
- Ганс Траут (№ 67), 23.01.1942 — полковник, командир 41-го моторизованного полка, командующий 10-й моторизованной дивизией
- Август Шмидт (№ 371), 23.01.1944 — генерал-лейтенант, командир 10-й моторизованной дивизии